# Aeritalia
Aeritalia («Аэрита́лия») — итальянская авиакосмическая корпорация, сформированная слиянием Fiat Aviazione и Aerfer в 1969 году. В 1990 году Aeritalia и Selenia были слиты компанией-учредителем (авиакосмическая корпорацией Finmeccanica) как Alenia Aeronautica.

## История
История Aeritalia началась в 1969, когда Aerfer и Фиат слили свои авиастроительные подразделения, чтобы создать Aeritalia. Концентрация привела к эпохальным программам, таким как Tornado, ATR, AMX. Aeritalia также была партнером Boeing в разработке Boeing 767 и играла ключевую роль в создании всей итальянской космической отрасли. Образованная позже Alenia стала активным участником Eurofighter и других значительных европейских проектов.

## Авиационные проекты и продукция
- Aeritalia F-104S (лицензионная копия Lockheed F-104 Starfighter)
- A-11 Ghibli (лицензионная копия AMX International AMX)
- ATR-42
- Aeritalia G.91
- Aeritalia G.222 (позже Alenia C-27 Spartan)

## Ракеты
- Альфа (баллистическая ракета)